# Cristóvão de Almada
Cristóvão de Almada (1632 - 9 de agosto de 1713, em Lisboa), neto de um seu homónimo, foi distinto fidalgo do século XVII, gentil-homem da Real câmara de D. Pedro II de Portugal e coronel do terço (militar) da "nobreza da corte".
Provedor da Casa da Índia, cargo em que sucedeu a seu pai, tal como a comendadoria de São Miguel de Rio de Moinhos e o senhorio das terras de Carvalhais e das vilas de Ílhavo, Verdemilho, Avelãs, Ferreiros e dos seus padroados. Conselheiro de el-Rei, foi ainda governador e capitão-general de Mazagão, veador  da  fazenda das casas das rainhas D. Maria Francisca Isabel de Nemours e D. Maria Sofia de Neubourg, da infanta D. Isabel, do príncipe herdeiro D. João e de seus irmãos.
Fidalgo muito cortesão e estimado na corte, versado nas cerimónias e etiquetas do paço, que ninguém entendeu no seu tempo melhor do que ele, de sorte que era arquivo para as dúvidas que ocorriam. Tão estimado de D. João V de Portugal que, na doença de que veio a falecer, o monarca procurava amiúde informações do seu estado.
Morre com com 81 anos de idade e foi enterrado no seu jazigo na igreja da freguesia de Santa Catarina de Lisboa.

## Dados genealógicos
Filho deː
- Rui Fernandes de Almada, comendador de São Miguel de Rio de Moinhos e o senhor das terras de Carvalhais e das vilas de Ílhavo, Verdemilho, Avelãs, Ferreiros e dos seus padroados.

Primeiro casou com:
- D. Luísa de Eça Corte Real, sua prima coirmã, herdeira de sua casa, filha D. João de Eça e D. Brites de Lencastre[2], senhora do morgado dos Eças, de que era cabeça a quinta das Torres, em Azeitão.

Casou 2.a vez com:
- D. Filipa Maria de Melo, filha de D. Luís de Almada, senhor dos Lagares d´El-Rei e de Pombalinho, e D. Luísa de Meneses.[3]

Dos filhos do 2º casamentoː
- D. Maria Antónia de Almada, que sucedeu à casa e nos morgados de seu pai, que casou com D. Bernardo de Noronha, filho do 2º conde dos Arcos,[4] a qual adquiriu em 1696 a quinta da Má-partilha e outras propriedades que mais tarde vinculou, anexando-as ao morgado dos "Almadas da Boavista", em Lisboa.[5]. Tiveram vários filhos, nomeadamente Francisco José de Almada[6].
- D. Inês de Lencastre, dama do Paço[7], que casou com D. Vasco Lobo, Barão de Alvito e Conde de Oriola.[4]